# Inter-Governmental Philatelic Corporation
Межправительственная филателистическая корпорация, или МПФК (Inter-Governmental Philatelic Corporation, IGPC), — филателистическое агентство, которое представляет более 70 различных государств в области разработки дизайна, изготовления и сбыта почтовых марок. Она также помогает почтовым администрациям в оказании почтовых услуг. МПФК заявляет, что изготовляет почти половину различных почтовых марок, выпускаемых ежегодно, но подвергалась критике из-за нежелательных и чрезмерных эмиссий.

## Происхождение
МПФК — не международная организация, а частная компания. Она осуществляет свою деятельность с целью получения прибыли, а страны, пользующиеся её услугами, являются не членами её, а клиентами.

## Спонсорство
МПФК была основана предпринимателем Манфредом Леманном (англ. Manfred Lehmann; 1922—1997). Леманн интересовался развитием новых независимых стран Африки и Карибского бассейна. Первым государством-клиентом МПФК стала только что получившая независимость Гана (бывшая британская колония Золотой берег), которая в 1957 году наняла её для оказания помощи в сбыте почтовых марок и в управлении почтовыми отделениями. В следующем году клиентом МПФК стало Того, а позднее и страны Карибского бассейна. Падение коммунизма создало больше клиентов для МПФК и в конце 1980-х годов клиентами МПФК состояло более 50 стран. Одним из ключевых событий стало получение разрешения от компании «Дисней» использовать изображения персонажей её мультфильмов на почтовых марках в течение 1979 года — Международного года ребенка. Почтовые марки «диснеевской» тематики с тех пор стали важной частью продукции компании.

## Выпуски почтовых марок
МПФК особенно известна выпуском почтовых марок с изображением популярных тем, героев мультфильмов, известных спортсменов и артистов, которые были подвергнуты критике как мало связанные с культурой и историей страны-эмитента. Массовый выпуск почтовых марок с изображениями идолов американской поп-культуры даже называли формой культурного империализма.
Примерами нежелательных эмиссий могут служить выпуски Тувалу, небольшой группы Полинезийских островов в южной части Тихого океана и клиента МПФК, на марках которого были представлены американский художник Норман Рокуэлл и китайский Новый год. В 2008 году клиенты МПФК Гамбия, Гайана и Сьерра-Леоне выпустили почтовые марки в память об 11 израильских спортсменах, убитых во время захвата заложников в Мюнхене на Олимпийских играх 1972 года.
По их собственным словам: «Нью-йоркское филателистическое агентство первым занялось изображением известных кумиров и признанных тем для того, чтобы помочь своим клиентам в выпуске нового поколения почтовых марок, которые чествуют современных героев поп-культуры и спорта, в том числе Элвиса Пресли, Мэрилин Монро, покемонов, Папая, Джона Леннона, персонажей мультфильмов Уолта Диснея и классических кинофильмов, Джеки Чана, Барбру Стрейзанд, Боба Дилана, Главной лиги бейсбола, финала первенства Национальной лиги американского футбола, и кинофильмов „Рокки“ Сильвестра Сталлоне, к примеру».
МПФК ответила на обвинения в неуместных выпусках, заявив, что «почтовые марки поп-культуры составляют только около 10 % того, что мы делаем, даже если им уделяют значительную долю внимания, как на этом настаивал Лонни Остроу, пресс-секретарь МПФК. Остальное — это то, что мы называем „стандартными почтовыми марками“ — обычные флаги, цветы, бесстрашные лидеры и мертвые президенты».
По данным МПФК, она наняла исследовательскую группу в составе более 100 сотрудников и использует более 300 внештатных художников почтовых марок. МПФК утверждает, что у компании есть «штатные сотрудники из числа графических дизайнеров и художников, которые могут создать дизайн почтовой марки буквально за одну ночь».

## Спонсорство
У МПФК действует программа спонсорства филателистических событий и почтовых ведомств. В США организовывались и финансировались тематические филателистические выставки в поддержку одного из ключевых рынков МПФК, а в 2007 году компания предоставила 12 автомобилей новому либерийскому почтовому отделению. В 2006 году МПФК напечатала первые почтовые марки Либерии после окончания гражданской войны.